# Ектодерм
Ектодерм је један од три примарна клицина листа формирана у раном ембрионалном развоју. То је најудаљенији слој, и површан је у односу на мезодерм (средњи слој) и ендодерм (најдубљи слој). Излази и потиче из спољашњег слоја заметних ћелија. Реч ектодерм потиче од грчког ектос што значи „споља“, и дерма што значи „кожа“.
Уопштено говорећи, ектодерм се диференцира и формира епителна и нервна ткива (кичмена мождина, периферни нерви и мозак). Ово укључује кожу, слузокожу уста, анус, ноздрве, знојне жлезде, косу и нокте, и зубну глеђ. Други типови епитела потичу из ендодерма.
Код ембриона кичмењака, ектодерм се може поделити на два дела: дорзални површински ектодерм познат и као спољашњи ектодерм, и неурална плоча, која инвагинира да би формирала неуралну цев и неурални гребен. Површински ектодерм ствара већину епителних ткива, а неурална плоча ствара већину нервних ткива. Из тог разлога, неуронска плоча и нервни гребен се такође називају неуроектодермом.
Од ектодерма настају две мождане опне, мека и паучинаста, које се због своје нежне грађе називају још и лептоменингама.